# Antun Jaramazović
Antun Jaramazović (Subotica, 18. travnja 1915. – Virovitica?, 24. travnja 1945.), hrvatski pripadnik pokreta otpora i antifašistički borac iz Bačke.
Sin u proleterskoj obitelji Hrvata, trgovca i vinogradara Antuna i Terezije r. Budinčević. Osnovnu školu i gimnaziju završio u Subotici. Zaposlio se u gradskoj upravi kao činovnik. Bio je pričuvni časnik vojske Kraljevine Jugoslavije. Na vojnoj vježbi uoči rata osumnjičen za neprijateljsku djelatnost, pa je zatvoren u Osijeku. Nakon pada Jugoslavije vratio se u rodni grad, gdje je triput bio uhićen zbog sumnje u njegove sveze s komunistima. Tijekom rata izdržavao se od poljskog rada i trgovine. Pridružio se 8. vojvođanskoj udarnoj brigadi nakon njena dolaska u Suboticu. Od siječnja 1945. u KPJ. Na ratnom putu te brigade pred kraj rata teško ranjen u okolici Donjega Miholjca. Prenesen je u Viroviticu nakon čega se ništa ne zna o njegovoj sudbini.